# Jastrzębniki, Tỉnh West Pomeranian
Jastrzębniki [jastʂɛmbˈniki] (tiếng Đức: Falkenberg) là một ngôi làng thuộc khu hành chính của Gmina Sławoborze, thuộc quận Świdwin, West Pomeranian Voivodeship, ở phía tây bắc Ba Lan. Nó nằm khoảng 5 kilômét (3 mi) phía nam Sławoborze, 9 km (6 mi) về phía tây bắc của Świdwin và 89 km (55 mi) về phía đông bắc của thủ đô khu vực Szczecin.

## Cư dân đáng chú ý
- Reinhold Wulle (1882-1950), chính trị gia